# Pistolník (člověk)

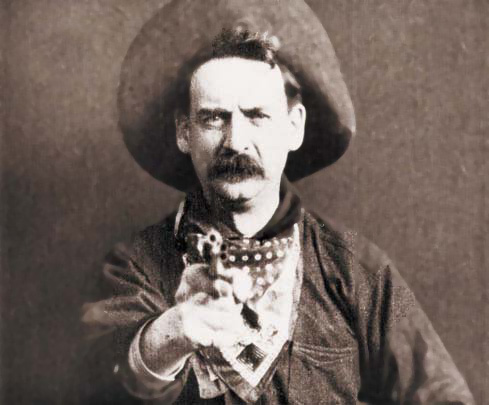
Pistolník z filmu "Velká vlaková loupež"

Pistolník je označení muže z divokého západu, který si získal pověst, že je nebezpečný s pistolí. Označení vzniklo ve 20. století a používá se v literatuře a filmu.

## Původ pojmu
Amatérský etymolog Barry Popik vystopoval, že termín „pistolník“ (anglicky „gun slinger“ či „gunslinger“) pochází z westernového filmu Drag Harlan z roku 1920. Slovo brzy přijali další autoři westernů, například Zane Grey, a stalo se běžně používaným.

## Použití
Termín se často používal pro muže, kteří se nechávali najímat na zabíjení, nebo působili na rančích v územních bojích, za což dostávali „žold“. Jiní, jako Billy the Kid, byli notoričtí bandité, další zase muži zákona, jako třeba Pat Garrett a Wyatt Earp. Pistolník může být bandita, lupič či vrah, který využívá divočiny v pohraničí, kde se skrývá a odkud podniká pravidelné útoky na vznešenou společnost. Pistolník mohl být také státní agent, archetypálně osamělý mstitel, častěji však šerif, jehož úkolem bylo čelit zločinci a předvést ho spravedlnosti, anebo ji osobně vykonat. Označení se často chybně používá v historických popisech mužů zabitých při přestřelkách. Například oběti v Přestřelce u O. K. Corralu, Billy Clanton, Frank McLaury a Tom McLaury byli označováni jako „pistolníci“, přestože byli jen kovbojové a rančeři – přestřelka byla jejich první a jediná.